# Američko-meksički rat
Američko-meksički rat (1846. − 1848.), također poznat pod nazivom Meksički rat ili Rat između SAD-a i Meksika, bio je oružani sukob između Sjedinjenih Američkih Država i Meksika koji se vodio u jeku pripajanja države Teksas SAD-u 1845. godine, a koju je Meksiko smatrao svojim teritorijem unatoč teksaškoj revoluciji iz 1836. godine.
Borbene operacije trajale su godinu i pol dana, od proljeća 1846. do jeseni 1847. godine. Američke snage brzo su okupirale područje država Novi Meksiko i Kalifornija te krenule u invaziju na sjeveroistočni i sjeverozapadni Meksiko; u međuvremenu američka pacifička eskadrila je napravila blokadu i preuzela kontrolu nad nekoliko garnizona na pacifičkoj obali južno od Baja California. Nakon što je američka vojska zauzela Mexico City, rat je završio pobjedom SAD-a.
Potpisani mirovni sporazum Guadalupe Hidalgo službeno je obilježio veliku posljedicu rata: prisilno odcjepljenje teritorija Kalifornije i Novog Meksika iz Meksika u SAD u zamjenu za 15 milijuna dolara. Uz to, Sjedinjene Države na sebe su preuzele 3,25 milijuna dolara duga kojeg je meksička vlada dugovala američkim građanima. Meksiko je prihvatio gubitak Teksasa i nova državna granica postavljena je kod rijeke Rio Grande.
Ekspanzija američkog teritorija sve do pacifičke obale bio je tadašnji cilj predsjednika Jamesa K. Polka, vođe Demokratske stranke. Međutim, sam rat u SAD-u smatran je vrlo kontroverznim, a među onima koji su mu se snažno protivili bila je i stranka Whig te razni antiropski pokreti. Veliki broj žrtava (Amerikanaca) i cijena rata također su bili kritizirani. Političke posljedice rata u SAD-u su prouzrokovale snažne diskusije o robovlasništvu koje se često povezuju s izbijanjem Američkog građanskog rata; kompromis iz 1850. godine označio je tek kratak predah od istoga.
U Meksiku rat je poznat pod terminologijom Prva intervencija SAD-a u Meksiku (Primera intervención estadounidense en México), Invazija SAD-a na Meksiko (invasión estadounidense a México) i Rat 1847. godine (Guerra del 47).

## Pozadina sukoba
Nakon što se izborio za vlastitu nezavisnost od Španjolske 1821. godine, Meksiko je bio prepun unutarnjih sukoba koji su doveli do ruba izbijanja građanskog rata; ipak svi su jednoglasno odbili priznati nezavisnost države Teksas. U slučaju pripajanja države Teksas Meksiko je zaprijetio SAD-u ratom. U međuvremenu, zahvaljujući vjerovanju u nedvojbenu sudbinu (eng. Manifest Destiny) - vjerovanje koje je prevladavalo među Demokratima u SAD-u tijekom 19. stoljeća o pravu SAD-a na proširenje vlastitog teritorija na čitav kontinent - tadašnji predsjednik Polk (inače vođa Demokratske stranke) bio je fokusiran upravo na to: američko širenje teritorija na zapad.
Vojne i diplomatske sposobnosti Meksika nakon proglašenja nezavisnosti drastično su opale pa su sjevernim područjima države harali Komanči, Apači i Navaho Indijanci. Indijanci, posebno Komanči, koristili su slabosti Meksika pa su ulazili stotinama milja duboko u zemlju kako bi vršili prepade i krali stoku za vlastitu upotrebu ili pak za tržište u Teksasu koje se brzo širilo. Meksikanci su vjerovali da Amerikanci imaju velike koristi od ovakvih prepada.
Indijanski prepadi rezultirali su smrću ili siromaštvom tisuća ljudi u sjevernom Meksiku. Kada su američke trupe napravile invaziju na sjeverni Meksiko 1846. godine sve što su pronašli bili su demoralizirani ljudi. Tek su neki pripadnici civilnog stanovništva pružali otpor nadolazećim Amerikancima.

## Republika Teksas
Godine 1820. Mosesu Austinu, bankaru iz države Missouri, odobren je veliki prostor zemljišta u Teksasu, ali on je umro prije nego što je mogao provesti svoj plan koji je uključivao regrutiranje američkih doseljenika kako bi se zemlja učinila plodnom. Njegov sin, Stephen F. Austin, naslijedio ga je i doveo preko 300 obitelji u Teksas čime je započeo stalni trend migracije iz SAD-a u granični predio Teksasa. Austinova kolonija bila je najuspješnija od nekoliko kolonija kojima su meksičke vlasti odobrile imigraciju. Namjera meksičkih vlasti bila je da anglofoni služe kao određena vrsta tampona između meksičkih stanovnika i pljačkaški nastrojenih Komanča, ali su Anglo kolonisti uglavnom zauzimali onaj prostor koji je bio prihvatljiviji za uzgajanje farme i koji je imao veću tržišnu povezanost s američkom državom Louisianom nego s prostorima na zapadu.
Godine 1829. kao rezultat velikog broja američkih imigranata, Anglonaca je na teksaškom teritoriju bilo puno više od domicilnih stanovnika koji su govorili španjolskim jezikom. Meksičke vlasti stoga su odlučile povećati poreze, povećati tarife na uvoz američke robe i ukinuti ropstvo. Doseljenici i većina meksičkih biznismena u regiji protivila se tim zahtjevima što je dovelo do toga da Meksiko zatvori državu Teksas i zabrani daljnju imigraciju. Međutim, imigracija se u Teksasu ilegalno nastavila, pogotovo ona imigracija koja je dolazila iz SAD-a.
Godine 1834. general Antonio López de Santa Anna postao je centralistički diktator Meksika koji je odmah napustio savezni sistem. Odlučio je ugušiti polunezavisnost Teksasa, nakon što je isto uspio i u Coahuliji (godine 1824. Meksiko je spojio Teksas i Coahuliju u jednu veliku državu imena Coahulia y Tejas). Sve to dovelo je do toga da Stephen F. Austin pozove građane Teksasa da uzmu oružje u ruke. Objavili su nezavisnost od Meksika 1836. godine i nakon što ih je Santa Anna porazio u bitci kod Alama, on sam poražen je od strane generala Sama Houstona, zarobljen u bitci kod San Jacinta te bio prisiljen potpisati sporazum u kojem priznaje nezavisnost Teksasa.
Teksas je učvrstio svoj status nezavisne republike i službeno bio priznat od Britanije, Francuske i SAD-a. Sve tri države predlagale su Meksiku da ne pokušava nanovo osvajati novu naciju. Većina stanovnika Teksasa željela se pridružiti SAD-u, ali pitanje pripajanja bilo je sporno u američkom Kongresu; stranka Whig najviše se protivila istome. Godine 1845. Teksas je pristao na pripajanje nakon upućenog prijedloga američkog Kongresa te je na taj način 29. prosinca 1845. godine postala 28 država SAD-a.

## Podrijetlo rata
Granica Teksasa kao neovisne države nikada nije bila riješena. Republika Teksas svojim prostorom smatrala je zemlju koja se proteže do rijeke Rio Grande, a sve temeljem potpisanog mirovnog sporazuma u Velascu; međutim Meksiko to nije priznavao i svojim prostorom smatrao je područje sve do rijeke Nueces. Referenca na teksašku granicu kod rijeke Rio Grande izostavljena je u rezoluciji o pripajanju Teksasa u američkom kongresu kako bi se osiguralo da rezolucija prođe nakon što je pala u Senatu. Predsjednik Polk tvrdio je da se teksaški teritorij proteže sve do rijeke Rio Grande i da je tamo granica što je na kraju i dovelo do sukoba s Meksikom.
U srpnju 1845. godine, predsjednik Polk poslao je generala Zacharyja Taylora u Teksas, a do 3. listopada iste godine tri i pol tisuće Amerikanaca nalazilo se kod rijeke Nueces, pripremljeni da obrane Teksas od meksičke invazije. Osim što je želio zaštititi granicu, Polk je želio proširiti teritorij SAD-a sve do Tihog oceana. Naredio je pacifičkoj eskadri da u isto vrijeme zauzmu luke u Kaliforniji i ostvare dobre odnose s tamošnjim stanovništvom, a sve u slučaju da Meksiko objavi rat. Istovremeno je pisao američkom konzulu u Alta Californiji, Thomasu Larkinu da SAD nema ambicije u Kaliforniji, ali ponudio potporu nezavisnosti od Meksika ili dobrovoljno pripajanje SAD-u te upozorio da bi se protivio britanskom ili francuskom preuzimanju teritorija.
Kako bi izbjegao još jednu prijetnju rata s Velikom Britanijom oko okruga Oregon, Polk je potpisao Oregonski mirovni sporazum kojim se teritorij podijelio što je razljutilo sjevernjačke Demokrate koji su tvrdili da je Polku važnije južno širenje teritorija od sjevernog.
Tijekom zime 1845./1846. godine, savezni istraživač John C. Frémont i skupina naoružanih ljudi pojavili su se u Kaliforniji. Nakon što je meksičkom guverneru i Larkinu rekao da su došli samo kupiti namirnice za nastavak svog puta prema Oregonu, Frémont je umjesto toga ušao u naseljeno područje Kalifornije i posjetio Santa Cruz i dolinu Salinas, pod izgovorom da traži mjesto uz obalu za svoju majku. Meksičke vlasti uskoro su se uzbudile i naredile mu da ode. Frémont je umjesto toga izgradio utvrdu na brdu danas poznatom pod imenom Fremont Peak te tamo podigao američku zastavu. Larkin je nakon toga obavijestio svoje nadređene da su Frémontovi postupci kontraproduktivni. Frémont je u ožujku napustio Kaliforniju, ali se kasnije vratio i pomogao u revoltu oko zastave s medvjedom u Sonomi gdje su mnogi američki imigranti tvrdili da igraju "teksašku igru" i proglasili kalifornijsku nezavisnost od Meksika.
Dana 10. studenog 1845. godine Polk je poslao tajnog predstavnika, Johna Slidella, u Meksiko City s ponudom od 25 milijuna dolara (današnjih 671 538 462 dolara) za granicu Rio Grande u Teksasu i meksičke provincije u Alta Californiji i Santa Feu. Američki ekspanzionisti željeli su da Kalifornija osujeti britanske ambicije na tom području te da dobiju luku na Tihom oceanu. Polk je odobrio Slidellu da oprosti 3 milijuna dolara duga (današnjih 81 milijun dolara) koji je američkim građanima dugovala meksička vlada nakon Meksičkog rata za nezavisnost te da plati dodatnih 25 do 30 milijuna dolara (današnjih 672 - 806 milijuna dolara) u zamjenu za dva teritorija.
Meksiko nije bio sklon navedenoj ponudi niti je mogao pregovarati. Samo tijekom 1846. godine predsjedništvo se mijenjalo četiri puta, ministarstvo rata šest puta, a ministarstvo financija čak je šesnaest puta promijenilo svoje vodstvo. Međutim, meksičko javno mnijenje i sve političke frakcije u zemlji bile su složne u mišljenju da bi prodavanje teritorija SAD-u bacilo mrlju na njihovu nacionalnu čast. Oni Meksikanci koji su javno izrekli svoju želju za izbjegavanjem ratnog sukoba sa SAD-om, uključujući i tadašnjeg predsjednika Josea Joaquina de Herreru, bili su proglašeni izdajicama. Njegovi vojni protivnici, podupirani populističkim novinama, smatrali su Slidellov boravak u Meksiko Cityju uvredom. Kada je predsjednik de Herrera počeo razmišljati o tome da primi Slidella kako bi mirnim putem pokušali riješiti problem pripojenja Teksasa, bio je optužen za izdaju i svrgnut s vlasti. Nakon što je još više nacionalistički orijentirana vlada pod vodstvom generala Mariana Paredesa y Arrillage preuzela vlast, javno je istaknula meksičke zahtjeve za Teksasom; Slidell, sada uvjeren da se Meksiko treba "kazniti", vratio se u SAD.

### Sukob oko teritorija
Predsjednik James K. Polk naredio je generalu Tayloru i njegovim trupama da odu južno do rijeke Rio Grande i uđu u teritorij oko kojeg su polemizirali s Meksikom. Meksiko je svojim teritorijem proglasio čitavo sjeverno područje do rijeke Nueces - oko 240 kilometara sjeverno od rijeke Rio Grande. SAD je svojim teritorijem proglasio čitavo područje do rijeke Rio Grande, obrazlažući svoju odluku mirovnim sporazumom potpisanim 1836. godine u Velascu. Meksiko nije priznavao navedeni mirovni sporazum i odbio je pregovarati; zahtijevao je čitavo područje Teksasa. Taylor je ignorirao meksičke zahtjeve za povlačenjem američkih trupa do rijeke Nueces. Izgradio je utvrdu (kasnije poznatu pod nazivom Fort Brown/Fort Texas) na obali rijeke Rio Grande nasuprot grada Matamorosa, Tamaulipas.
Meksičke snage pod vodstvom generala Mariana Ariste pripremile su se za rat. Dana 25. travnja 1846. dvije tisuće teško naoružanih pripadnika meksičke konjice napalo je američku patrolu koja se sastojala od 70-ak vojnika, a koja je bila poslana na osporeni dio teritorija sjeverno od rijeke Rio Grande i južno od rijeke Nueces. U onome što je danas poznato pod nazivom Thorntonov događaj, meksička konjica napala je patrolu (pod vodstvom kapetana Setha Thorntona) i ubila 16 američkih vojnika.

### Objava rata
Nakon što je saznao za Thorntonov događaj i nakon što je meksička vlada odbila Slidellovu ponudu, predsjednik Polk vjerovao je da ima casus belli (povod rata). U svojoj poruci upućenoj Kongresu dana 11. svibnja 1846. godine rekao je da je "Meksiko prešao granice Sjedinjenih Država, nasilno ušao na naš teritorij i prolio američku krv na američkom tlu." Kongres je odobrio deklaraciju rata 13. svibnja uz snažnu potporu južnjačkih Demokrata. Šezdeset i sedam članova stranke Whig glasalo je protiv rata zbog amandmana o robovlasništvu, ali u konačnom izglasavanju samo njih 14 glasalo je protiv uključujući i republikanca Johna Quincyja Adamsa. Kongres je službeno objavio rat Meksiku 13. svibnja 1846. godine nakon što je imao tek nekoliko sati vremena za debatu o istom. Premda se izdavanje manifesta predsjednika Paredesa dana 23. svibnja ponekad smatra objavom rata, Meksiko je službeno objavio rat SAD-u putem Kongresa dana 7. srpnja.

### Antonio López de Santa Anna
Nakon što su SAD objavile rat Meksiku, Antonio López de Santa Anna pisao je u gradu Meksiku i izjavio da više nema aspiracija za predsjedništvom, ali da će zdušno upotrijebiti svoje vojno iskustvo i odbiti sve napade stranaca u Meksiko kao što je radio i prije. Predsjednik Valentin Gomez Farias bio je toliko očajan i prihvatio njegovu ponudu. U međuvremenu, Santa Anna je potajno razgovarao s američkim predstavnicima i obećavao im da će se, ako se vrati u Meksiko kroz američku mornaričku blokadu, zalagati za prodaju traženih teritorija SAD-u za razumnu cijenu. Nakon što su mu to dopustili, Santa Anna nije se držao niti jednog dogovora: proglasio je sam sebe predsjednikom i neuspješno pokušao odbiti američku invaziju u Meksiko.

### Protivljenje ratu
Budući da je sve više bio podijeljen regionalnim suparništvom, u SAD-u je rat postao stranački problem i jedan od osnovnih elemenata uzroka izbivanja Američkog građanskog rata. Većina članova stranke Whig na Sjeveru i na Jugu su mu se protivili; većina Demokrata ga je podupirala. Južnjački Demokrati, koje je pokretala njihova vjera u nedvojbenu sudbinu (eng. Manifest Destiny), podupirali su rat u nadi da će stvoriti još više robovlasničkih teritorija na Jugu te da će brojčano nadjačati Sjever koji se brzo širio. John L. O'Sullivan, urednik "Demokratskog časopisa", napisao je u svojim novinama: "Naša nedvojbena sudbina mora biti širenje na kontinent koju nam je dodijelilo vlastito proviđenje."
Sjevernjački pokreti antiropstva bojali su se rasta ropske moći; stranka Whig generalno je željela ojačati gospodarstvo uz pomoć industrijalizacije, a ne šireći je na još veće područje. Demokrati su, s druge strane, željeli više područja; Demokrate na Sjeveru privlačile su nove prilike koje su se same od sebe otvarale na dalekom sjeverozapadu kontinenta. Joshua Giddings nalazio se na čelu grupe koja je imala drugačije mišljenje u Washingtonu. Nazvao je rat s Meksikom "agresivnim, grešnim i nepravednim ratom" i glasao protiv opskrbljivanja vojnika i oružja. Rekao je:
Kolega iz stranke Whig, Abraham Lincoln, također se protivio razlozima rata i zahtijevao da mu se točno kaže gdje je to Thornton bio napadnut i gdje je to točno američka krv bila prolivena: "Pokažite mi točno mjesto gdje se to dogodilo", zahtijevao je. Vođa stranke Whig Robert Toombs iz države Georgije je izjavio:
Sjevernjački abolicionisti protivili su se ratu iz razloga što su u njemu vidjeli želju robovlasnika da učvrste svoju robovlasničku strukturu i na taj način osiguraju utjecaj u saveznoj vlasti. Djelujući iz vlastitih uvjerenja, Henry David Thoreau završio je u zatvoru zbog toga što nije želio platiti porez kojim se financirao rat, a tijekom tog razdoblja napisao je svoj glasoviti esej Civil Disobedience.
Bivši američki predsjednik John Quincy Adams u svojem je govoru u Zastupničkom domu 25. svibnja 1836. godine također izrazio mišljenje koje se temeljilo na tome da razlog rata prvenstveno leži u tome da se proširi teritorij robovlasništva. Kako bi odgovorio na ovakve zabrinutosti, Demokratski kongresmen David Wilmot predstavio je svoj Wilmot statut kojim se namjeravalo zabraniti robovlasništvo na novim teritorijima preuzetima od Meksika. Wilmotov prijedlog nije prošao Kongres, ali je dodatno povećao rivalstvo između ovih dviju frakcija.

### Početak sukoba
Opsada utvrde Texas započela je 3. svibnja. Meksičko topništvo iz Matamorosa otvorilo je vatru na utvrdu koja je uzvratila svojim vlastitim naoružanjem. Međusobno bombardiranje nastavilo se i širilo sljedećih 160 sati dok su meksičke snage postepeno opkolile utvrdu. Trinaest američkih vojnika bilo je ozlijeđeno tijekom bombardiranja, a dvoje je poginulo. Među poginulima bio je i Jacob Brown po kojem će utvrda kasnije dobiti ime.
Dana 8. svibnja Zachary Taylor krenuo je sa svojom trupom od 2.400 vojnika kako bi oslobodili utvrdu. Međutim, Arista je požurio na sjever i presjekao mu put sa svojom trupom od 3.400 vojnika u Palu Altu. Amerikanci su upotrijebili taktiku "letećeg topništa" (što je zapravo bio američki izraz za konjičko topništvo - tip mobilnog topništva koje je bilo prikovano za kočije dok su vojnici jahali konje u bitku). Taj način ratovanja bio je razarajući za meksičku vojsku. Meksikanci su odgovorili sa svojim konjaničkim okršajima i vlastitim topništvom. Ipak, američka taktika s letećim topništvom donekle je demoralizirala meksičke trupe koje su se tijekom noći povukle do suhog riječnog korita. Korito im je ponudilo prirodnu utvrdu, ali su se tijekom povlačenja trupe raštrkale na razne strane što im je izrazito otežalo daljnju komunikaciju.
Sljedećeg dana tijekom bitke u Resaci de la Palma dvije sukobljene strane krenule su u bitku prsa o prsa. Američka konjica uspjela je zarobiti meksičko topništvo i nagnala je Meksikance na povlačenje - povlačenje koje se pretvorilo u nasumični bijeg. Boreći se na nepoznatom terenu, Aristi je bilo nemoguće skupiti na jednom mjestu svoje odbjegle trupe. Broj žrtava na meksičkoj strani bio je ogroman; bili su prisiljeni ostaviti svoje topništvo i naoružanje. Prilikom povlačenja, američki vojnici iz utvrde Fort još su im zadali više žrtava pucajući na trupe u bijegu. Mnogi meksički vojnici utopili su se u rijeci Rio Grande pokušavajući ju preplivati.

## Tijek rata
Nakon objave rata 13. svibnja 1846. godine američke snage napravile su invaziju na meksički teritorij s dvije glavne fronte. Američko ministarstvo rata poslalo je američku konjicu pod vodstvom Stephena W. Kearnyja da napravi invaziju u zapadnom Meksiku od Jeffersonovih baraka pa sve do utvrde Leavenworth gdje će im se pridružiti pacifička mornarica pod vodstvom Johna D. Sloata. Razlog svega ovoga ležao je u činjenici što su Amerikanci bili zabrinuti da će se Britanci uvući u sukob i pokušati zauzeti navedeno područje. Još dvjema dodatnim trupama, jednoj pod vodstvom Johna E. Woola, a drugoj pod vodstvom Taylora, bilo je naređeno da okupiraju Meksiko sve do krajnjeg juga, do grada Monterreyja.

### Kalifornijska bojišnica
Premda su Sjedinjene Države objavile rat Meksiku 13. svibnja 1846. godine, bilo je potrebno više od mjesec dana (sve do sredine lipnja) da vijest o objavi rata dođe do Kalifornije. Američki konzul Thomas O. Larkin nalazio se u Monterreyju kada je čuo glasine o ratu i pokušao održati mirne odnose između SAD-a i malog meksičkog vojnog garnizona koji se nalazio pod vodstvom Josea Castra. Američki satnik John C. Fremont s oko 60 dobro naoružanih vojnika ušao je u Kaliforniju u prosincu 1845. godine i polagano marširao prema Oregonu kada je saznao za objavu rata između Meksika i SAD-a. Dana 15. lipnja 1846. otprilike 30-ak doseljenika, većinom američkih građana, izazvali su pobunu i okupirali mali meksikanski garnizon u Sonomi. Američka vojska, predvođena Fremontom, preuzela je stvari u svoje ruke već 23. lipnja. Kapetan bojnog broda John Drake Sloat, nakon što je čuo za objavu rata i pobunu u Sonomi, naredio je svojim trupama da okupiraju Monterrey 7. srpnja i podignu američku zastavu; San Francisco, tada znan pod imenom Yerba Buena, bio je osvojen 9. srpnja. Dana 15. srpnja Sloat je prebacio svoju komandu na kapetana Roberta F. Stocktona, puno agresivnijeg lidera koji je pod svoje okrilje uzeo i Fremontove snage. Dana 19. srpnja Fremontova "Kalifornijska bojna" dosegla je brojku od 160 dodatnih vojnika prvenstveno zahvaljujući doseljenicima u blizini Sacramenta te je skupa sa Stocktonovim mornarima i marincima ušla u Monterrey. Američke snage vrlo su lako zauzele sjeverno područje Kalifornije; u samo nekoliko dana pod njihovom kontrolom nalazili su se San Francisco, Sonoma i Sacramento.
Meksički general Jose Castro i guverner Pio Pico pobjegli su južno od Alte Californije (današnja Kalifornija). Kada su se Stocktonove snage, tijekom plovidbe južno do San Diega, zaustavile u San Pedru on je poslao pedeset američkih marinaca na obalu; upravo su ti marinci ušli u Los Angeles bez otpora dana 13. kolovoza 1846. godine. Nakon uspjeha ove tzv. "Opsade Los Angelesa", osvajanje Kalifornije gotovo bez prolivene krvi činilo se završenim.
Međutim, Stockton je ostavio premali broj snaga u Los Angelesu; meksičke trupe pod vodstvom Jose Marije Flores, djelujući samostalno bez potpore ostatka Meksika, prisilile su američke trupe na povlačenje u drugoj polovici mjeseca rujna. Kauboji s rančeva koji su se udružili kako bi obranili svoju zemlju borili su se kao kalifornijski kopljanici; bila je to snaga koju Amerikanci nisu očekivali. Stockton je poslao pojačanja s više od 300 ljudi koje je predvodio kapetan William Mervine, ali su svi oni odbijeni u bitci za ranč Dominguez koja se vodila u razdoblju od 7. do 9. listopada 1846. godine u blizini San Pedra. Četrnaest američkih marinaca poginulo je u tom sukobu.
U međuvremenu je general Stephen W. Kearny sa svojom postrojbom od 139 Draguna koje je predvodio preko Novog Meksika, Arizone i pustinje Sonoran napokon stigao u Kaliforniju dana 6. prosinca 1846. godine i vodio malu bitku s kalifornijskim kopljanicima kod San Pasquala u blizini San Diega u kojoj je izgubio oko 22 vojnika. Premda osakaćeni i u lošem stanju, Kearnyjeve snage nastavile su se probijati sve dok se nisu ukopale kod brda "Mazga" u blizini današnjeg Escondida. Kopljanici su opkolili Dragune puna četiri dana sve dok nisu došla pojačanja pod vodstvom kapetana Stocktona.
Odmorne i snabdjevene Kearnyjeve i Stocktonove snage zajedno su krenule u marš sjeverno od San Diega dana 29. prosinca i ušle u područje Los Angelesa 8. siječnja 1847. godine povezavši se s Fremontovim snagama. Skupivši sveukupno 607 vojnika i marinaca krenuli su u bitku i pobijedili kopljaničke snage od oko 300 muškaraca koje je vodio kapetan-general Flores u odlučujućoj bitci kod Rio San Gabriela. Sljedećeg dana, 9. siječnja 1847. godine, Amerikanci su krenuli u bitku kod La Mese koju su dobili. Dana 12. siječnja posljednje snage kalifornijskih kopljanika predale su se Amerikancima. To je ujedno označilo i kraj otpora u Kaliforniji pa je sljedećeg dana, 13. siječnja, potpisan mirovni sporazum u Cahuengi.

#### Bojišnica na Pacifičkoj obali
USS Independence asistirao je u blokadi meksičke pacifičke obale, zarobivši meksički brod Correo i isplovivši 16. svibnja 1847. godine. Brod je pomagao u zauzimanju Guaymasa, Sonore (19. listopada 1847. godine) te iskrcao marince koji su zauzeli Mazatlan, Sinalou 11. studenog 1847. godine. Nakon što je gornji dio Kalifornije bio osiguran, većina pacifičke eskadre krenula je nizvodno uz kalifornijsku obalu zauzevši sve glavne gradove Baje Californie. Usput su zarobljavali ili uništavali gotovo sve meksičke brodove u kalifornijskom zaljevu. Ostale luke koje se nisu nalazile na poluotoku također su bile zauzete. Glavni cilj na ovoj bojišnici pacifičke obale bio je zauzimanje Mazatlana koji je služio kao glavna baza za snabdjevanje meksikanskih snaga. Veliki broj meksičkih brodova bio je osvojen zahvaljujući ovoj eskadri od kojih je USS Cyane sveukupno 18 brodova zauzeo, a mnoštvo uništio.
Ulazeći u kalifornijski zaljev, Independence, Congress i Cyane zauzeli su La Paz, a odmah potom zauzeli i zapalili malu meksičku flotu kod Guaymasa. U roku od mjesec dana očistili su cijeli zaljev od neprijateljskih brodova, uništivši ili zarobivši preko 30 brodova. Kasnije su njihovi mornari i marinci zauzeli luku Mazatlan, 11. studenog 1847. godine. Meksikanci su, s druge strane, pružali vrlo mali otpor koji je rezultirao s nekoliko manjih bitki (bitka kod Mulege, bitka kod La Paza i bitka kod San Josea del Caba) i dvije opsade (opsada La Paza i opsada San Josea del Caba) u kojima su američke pacifičke eskadrile pružile snažnu topničku potporu. Američki garnizoni uspjeli su održati kontrolu nad lukama.
Nakon dolaska pojačanja, pukovnik Henry S. Burton je krenuo u marš. Njegove snage spasile su porobljene Amerikance, zauzele Pinedu i 31. ožujka porazile i raspršile ostatak meksičkih snaga kod Skirmish of Todos Santos, nesvjesne činjenice da je u tom trenutku mirovni sporazum Guadalupe Hidalgo već bio potpisan (veljača 1848. godine). Kada su se američki garnizoni evakuirali iz Monterreyja, mnogi Meksikanci krenuli su s njima: oni koji su podupirali američku stranu u ratu i vjerovali da će donji dio Kalifornije također biti pripojen SAD-u kao i gornji.

### Sjeveroistočni Meksiko
Porazi kod Palo Alta i Resace de la Palma prouzrokovali su političke nemire u Meksiku; nemire koje je Antonio López de Santa Anna iskoristio za oživljavanje vlastite političke karijere i povratak iz progona s Kube sredinom kolovoza 1846. godine. Amerikancima je obećao da će, ako ga puste kroz njihovu pomorsku blokadu, u njihovo ime pregovarali za mirni prekid rata i prodaju područja Novog Meksika i Alta Californije. Međutim, nakon što je došao u Meksiko City prekršio je svoju riječ i obvezao se na služenje meksičkoj vladi. Kada je dobio čin generala, ponovno se pobunio i preuzeo predsjedništvo nad čitavim Meksikom.
Pod vodstvom Zacharyja Taylora, 2.300 vojnika američkih trupa prešlo je rijeku Rio Grande nakon početnih poteškoća s riječnim prijevozom. Njegovi vojnici okupirali su grad Matamoros, a zatim i Camargo (gdje su se prvi puta pojavili problemi s ozbiljnim bolestima) te nastavili prema jugu i opkolili grad Monterrey. Teška bitka kod Monterreya prouzročila je ozbiljne vojne gubitke s obje strane. Američko lako topništvo nije bilo učinkovito protiv kamenih utvrda grada. Meksičke snage pod vodstvom generala Pedra de Ampudije odbile su napade Taylorove najbolje pješačke divizije kod utvrde Tenerija.
Američki vojnici, uključujući i mnoge koji su svoju obuku završili na West Pointu, nikada se nisu nalazili u urbanom ratovanju pa su marširali otvorenim ulicama gdje su ih dobro skrivene meksičke obrambene snage uništavale. Dva dana kasnije Amerikanci su promijenili svoju taktiku. Vojnici iz Teksasa su se ranije borili u Meksiko Cityju i savjetovali su Taylorove generale da je ono što trebaju napraviti "mišja rupa". Drugim riječima, trebali su probiti rupe kroz krovove kuća i boriti se prsa o prsa s meksikancima unutar građevina. Ova metoda pokazala se izrazito uspješnom. U konačnici Meksikanci su se povukli do glavnog trga grada gdje je Ampudia bio prisiljen krenuti u mirovne pregovore. Taylor je nakon pregovora dopustio povlačenje meksičke vojske i prekid vatre na osam tjedana u zamjenu za predaju grada. Međutim, pod pritiskom iz Washingtona, Taylor je pregazio svoje obećanje o prekidu vatre i zauzeo grad Saltillo, jugozapadno od Monterreyja. Santa Anna je okrivio Ampudiju za gubitak Monterreyja i Saltilla i vojno ga degradirao.
Dana 22. veljače 1847. godine Santa Anna je osobno započeo marš kako bi se sukobio s Taylorom. Sa sobom je poveo 20 tisuća vojnika. Taylor, čije su snage imale 4.600 vojnika, ukopao se u planinskom prolazu Buena Vista. Santa Anna je tijekom dolaska do Buena Viste bio suočen s mnogim dezerterima pa je na kraju ostao na poprilično umornih 15 tisuća vojnika. Zahtijevao je predaju američkih vojnika koji su to odbili; napao ih je sljedećeg jutra. Poslao je svoju konjicu i nešto pješadije uz težak teren s jedne strane prolaza, dok je ostatak pješadije napadao frontalno kroz cestu koja je vodila do Buena Viste. U teškom okršaju američke trupe, unatoč velikim gubitcima, ipak su uspjele zadržati svoj položaj. Meksikanci su također pretrpjeli velike gubitke, a nakon što je Santa Anna dobio vijest o neredima u Meksiko Cityju, povukao se iste noći i ostavio Tayloru kontrolu na cijelim područjem sjevernog Meksika.
Predsjednik James K. Polk nije vjerovao generalu Tayloru za kojeg je mislio da je pokazao nesposobnost tijekom bitke za Monterrey (zbog pristanka na prekid vatre), a također ga je smatrao i mogućim predsjedničkim kandidatom na nadolazećim izborima 1848. godine. Upravo za vrijeme tih predsjedničkih izbora (koje će i dobiti) Taylor je u svojoj kampanji vrlo često upotrijebio bitku kod Buena Viste.

### Sjeverozapadni Meksiko
Dana 1. ožujka 1847. godine Alexander W. Doniphan zauzeo je Chihuahua City. Tamošnji stanovnici bili su puno manje voljni predati se američkim osvajačima nego oni u Novom Meksiku. Britanski konzul John Potts nije želio dopustiti Doniphanu da traži rezidenciju guvernera Triasa i neuspješno ga je pokušao uvjeriti da se ista nalazi pod britanskim protektoratom. Američki trgovci u Chihuahui željeli su da američke snage ostanu kako bi zaštitile njihove poslove. Gilpin je savjetovao da krenu u marš na Meksiko City i u to je uvjerio većinu časnika, ali Doniphan je osujetio taj plan. U drugoj polovici travnja, Taylor je naredio da prva divizija dobrovoljaca iz Missourija napusti grad Chihuahuu i pridruži mu se u Saltillu. Većina američkih trgovaca je ili krenula za njima ili se vratila u Santa Fe. Putem su građani Parrasa zamolili Doniphana za pomoć u borbi protiv indijanskih napada koji su im uzimali djecu, konje, mazge i novac.
Civilno stanovništvo sjevernog Meksika nije se previše opiralo američkoj invaziji, vjerojatno iz razloga što je sama zemlja već bila devastirana konstantnim napadima Komanča i Apača. Josiah Gregg, koji se nalazio u američkoj vojsci u sjevernom Meksiku rekao je da je "cijela zemlja od Novog Meksika pa sve do granica s Durangom gotovo u potpunosti nenaseljena. Hacijende i rančevi su većinom napušteni, a ljudi su se uglavnom povukli u gradove."

### Tabasco

#### Prva bitka za Tabasco
Kapetan bojnog broda Matthew C. Perry predvodio je flotu od nekoliko brodova duž južne obale države Tabasco. Došao je do rijeke Tabasco (danas poznate pod imenom rijeka Grijalva) dana 22. listopada 1846. godine i zauzeo luku Frontera skupa s dva meksička broda. Ostavivši tamo mali garnizon, nastavio je s ostatkom trupa prema gradu San Juan Bautista (današnji Villahermosa). Perry je došao u grad San Juan Bautista 25. listopada i odmah zauzeo pet meksičkih brodova. Pukovnik Juan Bautista Traconis postavio je barikade unutar građevina. Perry je shvatio da će, u slučaju da želi istjerati meksičku vojsku izvan grada, bombardiranje biti jedina opcija pa je zbog izbjegavanja štete koje bi bombardiranje prouzročilo tamošnjim trgovcima povukao svoje snage i pripremio ih za sljedeći dan.
U jutro, dana 26. listopada, dok se Perryjeva flota pripremala za napad na grad, meksičke snage započele su pucati po njoj. Američko bombardiranje započelo je po glavnom trgu i nastavilo se sve do večeri. Prije zauzimanja trga, Perry je odlučio otići i vratiti se u luku Frontera gdje je stavio pomorsku blokadu koja je sprečavala dostavu hrane i vojne opreme glavnom gradu.

#### Druga bitka za Tabasco
Dana 13. lipnja 1847. godine Matthew C. Perry okupio je flotu (poznatu pod imenom Flota komaraca) i započeo se kretati po rijeci Grijalva s ukupno 47 brodova u kojima su se sveukupno nalazila 1.173 vojnika. Dana 15. lipnja, 19 kilometara ispod grada San Juana Bautiste flota je naišla za zasjedu, ali nije bilo većih poteškoća. Kasnije, kod mjesta poznatog kao "Vražji zavoj" Perry je ponovno naišao na meksički otpor kojeg je flota vrlo brzo i efikasno riješila svojim teškim brodskim naoružanjem.
Dana 16. lipnja Perry je stigao do San Juan Bautiste i započeo bombardiranje grada. Napad je uključivao dva broda koja su non-stop plovila uzduž luke. David D. Porter predvodio je 60 mornara na obalu i zauzeo utvrdu, podignuvši američku zastavu na njezinom vrhu. Perry i ostatak snaga pridružili su im se i oko dva sata poslije podne preuzeli nadzor nad gradom.

## Vojnici
Na američkoj strani, rat su vodile pukovnije redovne vojske, kao i razne pukovnije, bojne i satnije dragovoljaca iz raznih saveznih država, kao i Amerikanci i neki Meksikanci na području Kalifornije i Novog Meksika. Na Zapadnoj obali američka je mornarica ustrojila mornarsku bojnu kako bi povratila Los Angeles.

### Sjedinjene Države
Na početku rata američka je vojska imala osam pješačkih pukovnija (od po tri bojne), četiri pukovnije topništva i tri konjičke pukovnije (dvije dragunske, a jedna s puškama). Te su postrojbe pojačane s 10 novih pukovnija (devet pješačkih i jedna konjička), koje su unovačene na godinu dana (prema aktu Kongresa od 11. veljače 1847).
Dragovoljci su bili novačeni u jedinicama različitih veličina i tijekom različitih razdoblja, ali uglavnom na godinu dana. Poslije su neki unovačeni za cijelo trajanje rata, kad je postalo jasno da će rat trajati duže od jedne godine.
Memoari američkih vojnika opisuju slučajeve pljačke i umorstva meksičkih civila, uglavnom od strane dragovoljaca. Jedan je časnik zabilježio:
Stigli smo u 5 popodne u Burritu, gdje je bila većina dragovoljaca iz Louisiane - razularena pijana rulja. Istjerali su stanovnike, zauzeli njihove kuće i nadmetali se tko će biti veća životinja.
John L. O'Sullivan poslije je zapisao:
Redovna je vojska gledala na dragovoljce svisoka i s prezirom ... [Dragovoljci] su Meksikancima otimali stoku i žito, krali im ogradu za potpalu, opijali se i ubijali bezopasne građane na ulicama.
Mnogi su dragovoljci bili nepoželjni i smatrani su lošim vojnicima. Izraz  "kao Gainesova vojska" počeo se koristiti da opiše nešto beskorisno, a potekao je iz događaja kad je general Taylor na početku rata odbio skupinu neuvježbanih i strašljivih vojnika iz Louisiane.
Zadnji preživjeli američki veteran iz tog sukoba zvao se Owen Thomas Edgar i umro je 3. rujna 1929. u dobi od 98 godina.
1.563 američkih vojnika pokopano je na Državnom groblju Mexico Cityja.

### Meksiko
Na početku rata, meksičke snage bile su podijeljene na stalnu vojsku (permanentes) i aktivne "domobrane" (activos). Trajne snage sastojale su se od 12 pukovnija pješaštva (po dvije bojne svaka), tri topničke brigade, osam konjičkih pukovnija, jednog posebnog odreda i dragunske brigade. Domobranstvo se sastojalo od devet pješačkih i šest konjičkih pukovnija. U sjevernom području Meksika, predsjedavajuće satnije (presidiales) štitile su tamošnja raštrkana naselja.
Jedan od čimbenika koji je doprinio porazu Meksikanaca bilo je njihovo loše oružje. Meksička je vojska koristila britanske muškete (npr. Brown Bess) iz Napoleonskih ratova. Za razliku od zastarjelog pješačkog oružja meksičke vojske, američke su snage imale najnovije puške Hall i repetirke modela 1841. U kasnijim fazama rata, američka konjica i časnici zaduživali su revolvere Colt Walker - američka je vojska 1846. naručila tisuću komada. Tijekom cijelog rata, nadmoćno američko topništvo često bi prevagnulo u bitkama.
Američkoj je pobjedi pomogao i politički razdor unutar Meksika. Za vlast su se nadmetali centralistas i republicanos, pa se ponekad događalo da su se te dvije frakcije unutar meksičke vojske borile međusobno. Još jedna frakcija - monarhisti, čiji su članovi htjeli postaviti kralja (a neki su čak zastupali pripojenje Španjolskoj) - dodatno je zakomplicirala situaciju. Ta će treća frakcija igrati glavnu ulogu u razdoblju francuske intervencije u Meksiku. Amerikanci su se iskrcali u Veri Cruz bez teškoća uglavnom zato što je u Mexico Cityju bjesnio građanski rat, pa je bilo praktički nemoguće organizirati obranu obale. Kao što je rekao general Santa Anna: "Koliko god bilo sramotno to priznati, sami smo krivi za ovu tragediju zbog neprestane bratoubilačke borbe."
Na strani Meksika borila se i Bojna svetog Patrika (San Patricios), skupina od nekoliko stotina useljeničkih vojnika, uglavnom Iraca, koji su dezertirali iz američke vojske zbog zlostavljanja ili zbog sklonosti Meksikancima kao katolicima. Većina ih je izginula u bitki kod Churobusca, a njih stotinjak zarobili su američki vojnici i objesili ih kao dezertere. Njihov vođa Jon Riley izbjegao je smrtnu kaznu zato što je dezertirao prije početka rata.

## Mirovni sporazum Guadalupe Hidalgo
Vojno nadjačan i uz mnogo okupiranih gradova, Meksiko se više nije mogao braniti; zemlju su također potresale unutarnje nesuglasice. Mirovnim sporazumom Guadalupe Hidalgo, kojeg su 2. veljače 1848. godine potpisali američki diplomat Nicholas Trist i meksički diplomatski predstavnici Luis G. Cuevas, Bernardo Couto i Miguel Atristain, rat je okončan. Potpisom sporazuma Sjedinjene Države dobile su kompletnu kontrolu nad Teksasom, određena je američko-meksička granica na rijeci Rio Grande, a današnje države Kalifornija, Nevada, Utah, Novi Meksiko, većina Arizone i Colorada te dijelovi Teksasa, Oklahome, Kansasa i Wyominga službeno su se odcjepile i postale dijelom SAD-a. U zamjenu Meksiku je uplaćen iznos od 18 250 000 dolara (današnjih 490 223 077 dolara) - manje od polovice iznosa kojeg su SAD namjeravale ponuditi Meksiku za navedeni prostor prije početka rata; SAD su se također složile da će preuzeti dug od 3 250 000 dolara (današnjih 87 300 000 dolara) koji je meksička vlada dugovala američkim građanima.
Sama akvizicija prostora bila je predmetom kontroverze među američkim političarima, pogotovo onima koji su se protivili ratu od samog početka. Vodeće antiratne američke novine, Whig Intelligencer sarkastično su zaključile: "Ne uzimamo ništa osvajanjem... Hvala Bogu."
Jefferson Davis predložio je amandman kojim SAD dobivaju većinu sjeveroistočnog Meksika, ali on nije prihvaćen rezultatom 44:11. Podupirala su ga oba senatora iz Teksasa (Sam Houston i Thomas Jefferson Rusk), Daniel S. Dickinson iz New Yorka, Stephen A. Douglas iz Illinoisa, Edward A. Hannegan iz Indiane i po jedan senator iz Alabame, Floride, Mississippija, Ohija, Missourija i Tennesseeja. Većina vođa Demokratske stranke - Thomas Hart Benton, John C. Calhoun, Herschel V. Johnson, Lewis Cass, James Murray Mason iz Virginije i Ambrose Hundley Sevier - bila je protiv. Amandman senatora Whig stranke Georgea Edmunda Badgera iz Sjeverne Karoline o isključenju Novog Meksika i Kalifornije izgubio je u glasovanju 35:15 od kojih su neki južnjački senatori Whig strane glasali uz Demokrate. Daniel Webster bio je ogorčen zbog toga što su četvorica senatora iz Nove Engleske dali odlučujuće glasove za akviziciju novih teritorija.
Dobivena područja zapadno od rijeke Rio Grande u SAD-u se tradicionalno zovu Meksičko prepuštanje za razliku od Teksaškog pripajanja koje se dogodilo dvije godine ranije, premda podjela Novog Meksika po sredini rijeke Rio Grande nikad nije bila utemeljena kontrolom ili meksičkim granicama. Meksiko prije rata nikad nije priznao nezavisnost Teksasa i nije popuštao u svojim zahtjevima za teritorij sjeverno od rijeke Rio Grande ili rijeke Gila sve do potpisa ovog sporazuma.
Prije ratificiranja samog sporazuma, američki Senat napravio je dvije modifikacije: promijenio je tekst u članku IX (koji je Meksikancima garantirao život na kupljenim teritorijima i pravo da postanu američki građani) te obrisao članak X (koji je prihvaćao legitimitet zemljišne potpore koju je izvojevala meksička vlada). Dana 26. svibnja 1848. godine kada su dvije zemlje razmijenile ratifikacije sporazuma Guadalupe Hidalgo, naknadno su se dogovorile oko protokola u tri članka (poznatog kao Querétarski protokol, Protocol of Querétaro) kojim bi objasnile izmjene i dopune. Protokol je potpisan u gradu Querétara, a potpisali su ga A. H. Sevier, Nathan Clifford i Luis de la Rosa.
Članak XI nudio je veliku potencijalnu korist za Meksiko, jer su se u njemu SAD obvezale ugušiti navale Apača koje su uništavale područje sjevernog Meksika te platiti restituciju žrtvama napada u slučaju neuspjeha njihovih sprečavanja. Međutim, napadi Indijanaca nisu prestali nekoliko desetljeća nakon potpisa sporazuma, premda je epidemija kolere smanjila broj Komanča 1849. godine. Američki ministar u Meksiku 1850. godine, Robert Letcher, bio je siguran da će "jadan jedanaesti članak" odvesti SAD u financijsku propast ako ga se ne ukine. Pet godina kasnije SAD su razriješene svih obveza članka XI i to zbog članka II Gadsdenovog ugovora potpisanog 1853. godine.

## Rezultati rata

### Teritorijalne promjene
Meksički teritorij, prije odcjepljenja Teksasa, obuhvaćao je prostor od 4 400 000 km2, a nakon 1848. godine smanjen je ustupanjem teritorija na nešto manje od 800 000 km2. Dodatnih 32 000 km2 prodane su SAD-u nakon potpisa Gadsdenovog ugovora 1853. godine.
Pripojeni teritoriji, iako ih se njihovom veličinom moglo uspoređivati sa Zapadnom Europom, rijetko su bili naseljeni. Prostori su obuhvaćali otprilike 14 tisuća stanovnika Alta California i nešto manje od 60 tisuća stanovnika u Santa Feu kao i veliku količinu Indijanaca poput Navaja, Hopija i desetaka drugih. Premda se nekolicina preselila južnije u Meksiko, većina je odlučila ostati u SAD-u i postati američkim građanima iako su do tada već bili brojčano u manjini zbog američkih doseljenika. Upravo su ti doseljenici tvrdoglavo započeli nametati svoj jezik, zakonski sistem i općenito svoju kulturu nad originalnim stanovnicima područja koje je sada predstavljalo jugozapadni dio Sjedinjenih Država.
Američki doseljenici na jugozapadu otvoreno su izražavali svoj prezir prema meksičkom zakonu (građanski zakon koji je bio temeljen na zakonima Španjolske) kao stran i inferioran te su ga u potpunosti odbacili i uvodili svoje vlastite statute kada se god za to ukazala prilika. Međutim, prihvatili su neke aspekte meksičkog zakona i provodili ih i kroz svoj vlastiti.

### Mišljenje o ratu
U većini SAD-a pobjeda i akvizicija novih prostora dovela je do rasta patriotizma. Sama pobjeda označila je vjerovanje Demokrata u Nedvojbenu sudbinu (eng. Manifest Destiny). I dok se predstavnik stranke Whig Ralph Waldo Emerson protivio ratu "kao načinu postizanja američke sudbine", prihvatio je činjenicu da su se "veliki povijesni rezultati uvijek ostvarivali nečasnim načinima." Premda se stranka Whig protivila ratu za predsjedničke izbore 1848. godine izabrali su Zacharyja Taylora, uvelike hvalivši njegove vojne pothvate.
U Meksiko Cityju, u parku Chapultepec spomenik Niños Héroes označava herojsku žrtvu šestorice tinejdžera vojnika-kadeta koji su se, umjesto predaje, borili do smrti protiv američkih vojnih trupa tijekom bitke za dvorac Chapultepec 13. rujna 1847. godine. Spomenik označava jedan od najvažnijih patriotskih mjesta u čitavom Meksiku. Dana 5. ožujka 1947., gotovo stotinu godina nakon bitke, tadašnji američki predsjednik Harry S. Truman stavio je vijenac na spomenik i održao minutu šutnje za poginule.

### Efekti rata na Američki građanski rat
Mnogi vojskovođe na obje strane tijekom Američkog građanskog rata zajedno su se borili kao mladi časnici u Meksiku. Ta lista uključuje Ulyssesa S. Granta, Georgea B. McClellana, Ambrosea Burnsidea, Stonewalla Jacksona, Jamesa Longstreeta, Georgea Meadea, Roberta E. Leeja i budućeg predsjednika Konfederacije Američkih Država, Jeffersona Davisa.
Predsjednik Ulysses S. Grant, koji je kao mladi vojni poručnik služio u Meksiku pod vodstvom generala Taylora, u svojim memoarima objavljenima 1885. godine prisjetio se:
Grant je također izrazio i svoje mišljenje o tome da su zbog rata protiv Meksika SAD kažnjene građanskim ratom:

## Utjecaj rata u SAD-u
Unatoč početnim prigovorima od strane članova stranke Whig i abolicionista, rat je u konačnici ujedinio SAD zbog svojeg cilja, a vodili su ga gotovo u potpunosti ratni dragovoljci. Od početnih 6 tisuća vojnika, vojska se povećala na više od 115 tisuća. Tek jedan i pol posto vojnika ubijeno je u bitkama, a gotovo njih 10% umrlo je od raznih bolesti; dodatnih 12% vojnika bilo je ozlijeđeno ili otpušteno iz vojske zbog bolesti (ili čak oboje).
Tijekom rata pojavile su se političke nesuglasice u SAD-u oko pitanja raspoređivanja osvojenog Meksika. Kratak pokret "Cijeli Meksiko" zagovarao je pripajanje kompletnog teritorija. Ratni veterani koji su vidjeli Meksiko iz prve ruke nisu bili pretjerano entuzijastični tom idejom. Oni koji su bili protiv robovlasništva također su se odupirali prijedlogu i čvrsto zagovarali isključivanje ropstva iz svih novo-stečenih teritorija. Zastupnički dom SAD-a 1847. godine odobrio je Wilmotov statut u kojem je bilo istaknuto da niti jedan novi teritorij ne smije postati robovlasnički. Međutim, statut nije prošao u Senatu niti kasnije u mirovnom sporazumu Guadalupe Hidalgo.
Mirovni sporazum Guadalupe Hidalgo bio je rezultat pregovaranja Nicholasa Trista koja uopće nisu bila odobrena. Američki Senat ga je odobrio tek 10. ožujka 1848. godine, a meksički kongres ratificirao 25. svibnja. Meksičko pripajanje Alta California i Santa Fea te njegovo priznanje suvereniteta SAD-a nad cijelim Teksasom sjeverno od rijeke Rio Grande formalizirao je dodatak od 3 100 000 km2 SAD-u. U zamjenu, SAD su platile 15 milijuna dolara i preuzele dug meksičke vlade nad američkim građanima. Konačan dogovor u vezi teritorija i američko-meksičke granice postignut je Gadsdenovim ugovorom iz 1853. godine.
Sve do 1880. godine "Vodič Republikanske stranke" kojeg je napisao Republikanski kongresni odbor definirao je rat kao "govnastu, smrdljivu korupciju" i "jedan od najmračnijih događaja u povijesti Amerike - rat koji je nametnut i Amerikancima i Meksikancima zbog velikih želja za prisvajanjem novih teritorija predsjednika Polka."

### Glavni izvori
- Encyclopedia of the Mexican War. 1999. ISBN 1-57607-059-X
- Frazier, Donald S. ed. The U.S. and Mexico at War, (1998.), 584; enciklopedija sa 600 članaka koje je pisalo preko 200 znanstvenika

### Analize
- Bauer, Karl Jack. 1992. The Mexican War: 1846– 1848. University of Nebraska Press. ISBN 0-8032-6107-1
- De Voto, Bernard, Year of Decision 1846 (1942.), dobro napisana popularna povijest
- Greenberg, Amy S. A Wicked War: Polk, Clay, Lincoln, and the 1846 U.S. Invasion of Mexico (2012.).
- Henderson, Timothy J. A Glorious Defeat: Mexico and Its War with the United States (2008.)
- Meed, Douglas. The Mexican War, 1846–1848 (2003.). Kratka analiza.
- Merry Robert W. A Country of Vast Designs: James K. Polk, the Mexican War and the Conquest of the American Continent (2009.)
- Smith, Justin Harvey. The War with Mexico, Vol 1. (2 vol 1919), kompletan tekst na internetu.
  - The War with Mexico, Vol 2. (1919.). kompletan tekst na internetu.

### Vojna literatura
- Bauer K. Jack. Zachary Taylor: Soldier, Planter, Statesman of the Old Southwest. Louisiana State University Press, 1985.
- Dishman, Christopher, A Perfect Gibraltar: The Battle for Monterrey, Mexico," University of Oklahoma Press, 2010. ISBN 0-8061-4140-9.
- Eisenhower, John. So Far From God: The U.S. War with Mexico, Random House (1989.).
- Eubank, Damon R., Response of Kentucky to the Mexican War, 1846–1848. (Edwin Mellen Press, 2004.), ISBN 978-0-7734-6495-7.
- Foos, Paul. A Short, Offhand, Killing Affair: Soldiers and Social Conflict during the Mexican-War (2002.).
- Fowler, Will. Santa Anna of Mexico (2007.) 527 stranica; velika znanstvena studija
- Frazier, Donald S. The U.S. and Mexico at War, Macmillan (1998.).
- Hamilton, Holman, Zachary Taylor: Soldier of the Republic, (1941.).
- Huston, James A. The Sinews of War: Army Logistics, 1775-1953 (1966.), U.S. Army; 755 stranica   online str. 125. – 58.
- Lewis, Lloyd. Captain Sam Grant (1950.).
- Johnson, Timothy D. Winfield Scott: The Quest for Military Glory (1998.)
- McCaffrey, James M. Army of Manifest Destiny: The American Soldier in the Mexican War, 1846–1848 (1994.)isječci i tekstualno istraživanje
- Smith, Justin H. "American Rule in Mexico," The American Historical Review Vol. 23, No. 2 (siječanj, 1918.), str. 287.–302. in JSTOR
- Smith, Justin Harvey. The War with Mexico. 2 vol (1919.). Dobitnik Pulitzerove nagrade. kompletan tekst na internetu.
- Winders, Richard Price. Mr. Polk’s Army: The American Military Experience in the Mexican War (1997.)

### Politička i diplomatska literatura
- Beveridge; Albert J. Abraham Lincoln, 1809–1858. Volume: 1. 1928.
- Brack, Gene M. Mexico Views Manifest Destiny, 1821–1846: An Essay on the Origins of the Mexican War (1975.).
- Fowler, Will. Tornel and Santa Anna: The Writer and the Caudillo, Mexico, 1795–1853 (2000.).
- Fowler, Will. Santa Anna of Mexico (2007) 527pp; the major scholarly study isječci i tekstualno istraživanje
- Gleijeses, Piero. "A Brush with Mexico" Diplomatic History 2005 29(2): 223. – 254. ISSN 0145-2096 debate u Washingtonu prije početka rata.
- Graebner, Norman A. Empire on the Pacific: A Study in American Continental Expansion. (1955.).
- Graebner, Norman A. "Lessons of the Mexican War." Pacific Historical Review 47 (1978.): 325. – 42. u JSTOR.
- Graebner, Norman A. "The Mexican War: A Study in Causation." Pacific Historical Review 49 (1980.): 405–26. u JSTOR.
- Henderson, Timothy J. A Glorious Defeat: Mexico and Its War with the United States (2007.), analiza
- Krauze, Enrique. Mexico: Biography of Power, (1997.), udžbenik.
- Mayers, David; Fernández Bravo, Sergio A., "La Guerra Con Mexico Y Los Disidentes Estadunidenses, 1846–1848" [The War with Mexico and US Dissenters, 1846–48]. Secuencia [Mexico] 2004. (59): 32–70. ISSN 0186-0348.
- Pinheiro, John C. Manifest Ambition: James K. Polk and Civil-Military Relations during the Mexican War (2007.).
- Pletcher David M. The Diplomacy of Annexation: Texas, Oregon, and the Mexican War. University of Missouri Press, 1973.
- Price, Glenn W. Origins of the War with Mexico: The Polk-Stockton Intrigue. University of Texas Press, 1967.
- Reeves, Jesse S. "The Treaty of Guadalupe-Hidalgo," American Historical Review, Vol. 10, No. 2 (Jan., 1905), str. 309. – 324. u JSTOR.
- Rives, George Lockhart. The United States and Mexico, 1821–1848: a history of the relations between the two countries from the independence of Mexico to the close of the war with the United States (1913) kompletan tekst na internetu
- Rodríguez Díaz, María Del Rosario. "Mexico's Vision of Manifest Destiny During the 1847 War" Journal of Popular Culture 2001. 35(2): 41. – 50. ISSN 0022-3840.
- Ruiz, Ramon Eduardo. Triumph and Tragedy: A History of the Mexican People, Norton 1992., udžbenik
- Schroeder John H. Mr. Polk's War: American Opposition and Dissent, 1846–1848. University of Wisconsin Press, 1973.
- Sellers Charles G. James K. Polk: Continentalist, 1843–1846 (1966), the standard biography prvi i drugi dio su na internetu kao e-knjige
- Smith, Justin Harvey. The War with Mexico. 2 vol (1919). Dobitnik Pulitzerove nagrade. kompletan tekst na internetu.
- Stephenson, Nathaniel Wright. Texas and the Mexican War: A Chronicle of Winning the Southwest. Yale University Press (1921.).
- Weinberg Albert K. Manifest Destiny: A Study of Nationalist Expansionism in American History Johns Hopkins University Press, 1935.
- Yanez, Agustin. Santa Anna: Espectro de una sociedad (1996.).

### Memoari i knjige iz povijesti
- Faulk, Odie B., and Stout, Joseph A., Jr., eds. The Mexican War: Changing Interpretations (1974.)
- Rodriguez, Jaime Javier. The Literatures of the U.S.-Mexican War: Narrative, Time, and Identity (Sveučilište u Teksasu; 2010.) 306 stranica. Obuhvaća radove Angloameričkih, meksičkih i meksičko-američkih pisaca.
- Benjamin, Thomas. "Recent Historiography of the Origins of the Mexican War," New Mexico Historical Review, Ljeto 1979., Vol. 54 treće izdanje, str. 169. – 181.
- Vázquez, Josefina Zoraida. "La Historiografia Sobre la Guerra entre Mexico y los Estados Unidos," ["The historiography of the war between Mexico and the United States"] Histórica (02528894), 1999., Vol. 23 drugo izdanje, str. 475. – 485.

### Primarni izvori
- Calhoun, John C. The Papers of John C. Calhoun. Vol. 23: 1846, ed. by Clyde N. Wilson and Shirley Bright Cook. (1996.). 598 str.
  - Calhoun, John C. The Papers of John C. Calhoun. Vol. 24: December 7, 1846 – December 5, 1847 izdanje Clydea N. Wilsona i Shirley Bright Cook, (1998.). 727 str.
- Conway, Christopher, ed. The U.S.-Mexican War: A Binational Reader (2010.)
- Grant, Ulysses S. 1885. Personal Memoirs of U. S. Grant. Charles L. Webster & Co. New York.
- Kendall, George Wilkins. 1999.  Lawrence Dilbert Cress (ur.). Dispatches from the Mexican War. University of Oklahoma Press. Norman, Oklahoma.
- Polk, James, K. 1910.  Milo Milton Quaife (ur.). The Diary of James K. Polk: During his Presidency, 1845–1849. A. C. McClurg & Co. Chicago.
- Robinson, Cecil, The View From Chapultepec: Mexican Writers on the Mexican War, Sveučilište u Arizoni (Tucson, 1989.).
- Smith, Franklin. 1991.  Joseph E. Chance (ur.). The Mexican War Journal of Captain Franklin Smith. University Press of Mississippi. Jackson, Mississippi.
- George Winston and Charles Judah, ur. 1968. Chronicles of the Gringos: The U.S. Army in the Mexican War, 1846–1848, Accounts of Eyewitnesses and Combatants. The University of New Mexico Press. Albuquerque, New Mexico.
- Webster, Daniel. 1984.  Charles M. Wiltse (ur.). The Papers of Daniel Webster, Correspondence. 6. The University Press of New England. Hanover, New Hampshire.
- Treaty of Guadalope Hidalgo. Internet Sourcebook Project. Inačica izvorne stranice arhivirana 17. siječnja 2013. Pristupljeno 26. studenoga 2008.
- 28th Congress, 2nd session. United States House Journal. Pristupljeno 26. studenoga 2008.
- 29th Congress, 1st session. United States House Journal. Pristupljeno 26. studenoga 2008.
- 28th Congress, 2nd session. United States Senate Journal. Pristupljeno 26. studenoga 2008.
- 29th Congress, 1st session. United States Senate Journal. Pristupljeno 26. studenoga 2008.
- William Hugh Robarts, "Mexican War veterans: a complete roster of the regular and volunteer troops in the war between the United States and Mexico, from 1846 to 1848; the volunteers are arranged by states, alphabetically", BRENTANO'S (A. S. WITHERBEE & CO, Proprietors); WASHINGTON, D. C., 1887.

## Vanjske poveznice

### Vodiči, bibliografije i kolekcije
- Library of Congress Guide to the Mexican War
- The Handbook of Texas Online: Mexican War
- Reading List  Arhivirana inačica izvorne stranice od 2. svibnja 2013. (Wayback Machine) compiled by the United States Army Center of Military History
- Mexican War Resources
- The Mexican–American War, Illinois Historical Digitization Projects at Northern Illinois University Libraries

### Medijski i primarni izvori
- Robert E. Lee Mexican War Maps in the VMI Archives
- The Mexican War and the Media, 1845–1848
- Treaty of Guadalupe Hidalgo and related resources at the U.S. Library of Congress
- Letters of Winfield Scott including official reports from the front sent to the Secretary of War  Arhivirana inačica izvorne stranice od 3. travnja 2007. (Wayback Machine)
- Franklin Pierce's Journal on the March from Vera Cruz  Arhivirana inačica izvorne stranice od 27. listopada 2006. (Wayback Machine)
- Mexican–American War Time line
- Animated History of the Mexican–American War

### Ostalo
- PBS site of US-Mexican war program  Arhivirana inačica izvorne stranice od 2. listopada 2003. (Wayback Machine)
- Battle of Monterrey Web Site – Complete Info on the battle
- A Continent Divided: The U.S. - Mexico War
- Manifest Destiny and the U.S.-Mexican War: Then and Now  Arhivirana inačica izvorne stranice od 5. prosinca 2012. (Wayback Machine)
- The Mexican War
- Smithsonian teaching aids for "Establishing Borders: The Expansion of the United States, 1846–48"
- A History by the Descendants of Mexican War Veterans  Arhivirana inačica izvorne stranice od 20. siječnja 2013. (Wayback Machine)
- Mexican–American War
- Invisible Men: Blacks and the U.S. Army in the Mexican War by Robert E. May

### Sestrinski projekti
|  | Zajednički poslužitelj ima još gradiva o temi Američko-meksički rat |